# Воспоминание о курорте
«Воспоминание о курорте» (венг. Herkulesfürdöi emlék) — цветной художественный фильм производства киностудии «Hungarian feature film» (Венгрия). Режиссёр — Пал Шандор. Фильм вышел на экраны в 1976 году.

## Сюжет
После свержения Венгерской Советской Республики в 1919 году один из её комиссаров, Янош Кёвеси, вынужден скрыться от преследователей в санатории «Валлах», переодевшись в женское платье. Прообразом комиссара Яноша во многом послужил революционер Тибор Самуэли. В финале главный герой гибнет от рук контрреволюционеров при переходе границы.

## В ролях
- Эндре Хольман — Галамбос Саролта
- Шандор Сабо — доктор Валлаха
- Эржебет Кутвёльдьи — Жофи Новер
- Дежё Гараш — Ременьи
- Карла Романелли — Олашно
- Маргит Дайка — Орег Примадонна
- Ирма Паткош — Кегельмес Асзони
- Хеди Темешши — Агота Кисассони
- Дьёрдьи Тарьян
- Ильдико Печи — Местрно
- Мария Лазар
- Аги Маргитаи — Амбрусне
- Андраш Керн — Ач Иштван
- Дьёрдь Шимон — Лайош Бачи
- Марк Зала

## Награды
- 1977 – «Серебряный медведь» на МКФ в Берлине
- 1978 – Вторая премия на МКФ в Сан-Паулу